# Stans Scheffer
Johannes Constantijn (Stans) Scheffer (Amsterdam, 16 december 1914 – aldaar, 12 december 1982) was een Nederlands zwemmer, die gespecialiseerd was in de rugslag. Scheffer vertegenwoordigde Nederland op de Olympische Zomerspelen 1936.

## Biografie
Scheffer werd op zijn veertiende lid van de Amsterdamse zwemvereniging De Jonge Kampioen (DJK). In 1933 werd hij in 1.02,8 minuten Nederlands kampioen op de 100 meter vrije slag. Een jaar later nam hij deel aan de EK zwemmen, waar hij zevende werd op diezelfde afstand. Scheffer schakelde over op de rugslag en behaalde in 1934 en 1937 het Nederlands kampioenschap op de 100 meter rugslag. Hij nam in 1936 deel aan de Olympische Zomerspelen in Berlijn, maar werd in de series uitgeschakeld. Bij de EK van 1938 werd hij, samen met de Hongaar Árpád Lengyel, gedeeld derde op de 100 meter rugslag met een tijd van 1.12,0 minuten.
Scheffer zette tussen 1933 en 1938 twaalf Nederlandse records op zijn naam, waarvan de meeste op de 100 en 200 meter rugslag gezwommen werden. Als eerste Nederlander doorbrak hij in 1938, voor collega-zwemmers als olympiër Piet Metman en Dolf van Schouwen, de barrière van 1.10,0 minuten op de 100 meter rugslag. Hij overleed in 1982.

## Privé
Scheffer trouwde na een verloving van ruim twee jaar op 25 januari 1940 te Amsterdam met de olympisch kampioene Nida Senff. Het stel kreeg in 1942 een zoon en zou later scheiden. Samen met haar schreef Scheffer het boek Wij zwemmen voor ons plezier.

## Erelijst
- Nederlands kampioen: 1932, 1933, 1934, 1937

- International Standard Name Identifier: 0000 0003 9205 8885
- Nederlandse Thesaurus van Auteursnamen: 278624693
- Virtual International Authority File: 286010967
- WorldCat: E39PBJfrRf6Q6y8JcB3GTwtqcP